# 哈图西里一世
哈图西里一世（英語：Hattusili I），古王国的赫梯国王。又称拉巴尔那二世。拉巴尔那一世之子。他曾入侵叙利亚北部，袭击雅姆哈德。在他统治时期，3个儿子发动叛乱争夺王位，导致他拒绝授予3个叛乱儿子的继承权，他发表“告别讲话”，指定其孙穆尔西里一世为继承人。这篇讲话是赫梯早期政治史的一份重要资料。
| 前任： 拉巴尔那一世 | 赫梯国王 | 继任： 穆尔西里一世 |